# 137 (število)
137 (stó sédemintrídeset) je naravno število, za katero velja 137 = 136 + 1 = 138 - 1.

## V matematiki
- pri delitvi kroga s samo šestnajstimi daljicami je največje število likov, ki jih lahko dobimo, enako 137.
- Eisensteinovo praštevilo brez imaginarnega ali realnega dela oblike {\displaystyle 3n-1}.
- Pillaiovo praštevilo
- deseto praštevilo, ki ni Higgsovo praštevilo za eksponent 2, in peto za eksponent 3.

## V znanosti
- {\displaystyle \alpha \approx {1 \over 137}} (konstanta fine strukture v fiziki).

## Drugo

### Leta
- 137 pr. n. št.
- 137, 1137, 2137